# 高圧ガス移動監視者
高圧ガス移動監視者（こうあつがすいどうかんししゃ）とは、高圧ガス保安法に基づき、高圧ガスの容器を自動車等により輸送する際の安全輸送に努める者である。

## 概要
高圧ガス保安法第23条第1項及び同条第2項では車両（道路運送車両法第2条に規定する道路運送車両で、自動車、原動機付自転車又は軽車両をいう）を用いて高圧ガスを移動する際の運搬方法の基準を経済産業省令で定めるとしており、具体的には高圧ガス保安法の下位省令である一般高圧ガス保安規則（昭和41年通商産業省令第53号）第49条第1項第17号、並びに液化石油ガス保安規則（同省令第52号）第48条第14号において、所定のガス種類において指定する数量を超えるものを移動する場合、以下の2条件どちらかに該当する者にその監視をさせる事を定めている。
- 高圧ガス保安法による甲種化学責任者免状、乙種化学責任者免状、丙種化学責任者免状、甲種機械責任者免状又は乙種機械責任者免状（それぞれ、高圧ガス製造保安責任者免状の一区分である）のいずれかの交付を受けている者
- 高圧ガス保安協会が行う高圧ガスの移動についての講習を受け、当該講習の検定に合格した者

それぞれ前号でこの業務に従事する者を「移動監視者」と定義し、またそれぞれ次号で移動監視者には業務従事中、その資格を証する書面（高圧ガス製造保安責任者免状又は高圧ガス移動監視者講習修了証）を携帯する事を義務付けている。

## 講習
高圧ガス移動監視者講習は、前節にある高圧ガス保安協会が行う講習である。よって、所定の高圧ガス製造保安責任者免状の交付を受けている者は、この講習を受講せずに移動監視者になることができる。

### 区分
| 対象ガス＼講習   | 2008 年度以降         | 1992- 2007年度 | 1972- 1991年度        | 1971年度以前 タンクローリーのみ |
| ---------------- | --------------------- | -------------- | --------------------- | ------------------------------- |
| 可燃性ガス、酸素 | 移動監視者 (区分なし) | I類            | 甲種I類、 乙種I類     | (ガス名ごと)                    |
| 毒性ガス         | 移動監視者 (区分なし) | II類           | 甲種II類、 乙種II類   | (ガス名ごと)                    |
| 特殊高圧ガス     | 移動監視者 (区分なし) | IV類           |                       |                                 |
| 液化石油ガス     | 移動監視者 (区分なし) | III類          | 甲種III類、 乙種III類 | 液化石油ガス                    |
| 液化石油ガス     | 液化石油ガス          | III類          | 甲種III類、 乙種III類 | 液化石油ガス                    |

講習には対象の高圧ガスすべてと、液化石油ガスに限定するものの2区分がある。前者は「総合」と称する場合もあるが、講習修了証は区分欄自体が無いものとなる。後者は講習修了証にガス区分欄があり、液化石油ガスと記載される。
かつては液化石油ガス以外もガス種類の別、タンクローリーなどの車両に固定された容器に積載するか、通常の貨物自動車などに人力で運搬可能な容器を積載するかの別によっても細分されており、それらの時期の講習修了証は現在も有効ではあるが、講習修了当時と同様の制限がある。
- 1971年度まで タンクローリーのみ対象。ガス名ごとの講習があった。
- 1972年度 I〜III類に分類、ばら積みの場合も講習対象となり、タンクローリー・ばら積み双方を甲種、ばら積みのみを乙種とする6区分の講習へ。
- 1992年度 ばら積みのみの講習を廃止して甲種・乙種講習を一本化するとともに、特殊高圧ガスをIV類として新設。4区分の講習へ。
- 2008年度 すべての講習を統合した移動監視者講習へ、ただしIII類のみ移動監視者（液化石油ガス）講習へ移行し2区分に。

なお、タンクローリーのみの時期や旧乙種の講習修了者が修了証の再発行を求めた場合、再発行される修了証には、ガス区分欄とともに積載区分欄が表示される。

### 受講資格
以下の数量の高圧ガスを車両で運搬しようとする者。
- 圧縮ガス - 容積300 m3以上の可燃性ガス、酸素、容積100 m3以上の毒性ガス
- 液化ガス - 質量3,000 kg以上の可燃性ガス、酸素、質量1,000 kg以上の毒性ガス、圧縮水素スタンドの液化水素の貯槽に充填する液化水素
- 特殊高圧ガス - アルシン、ジシラン、ジボラン、セレン化水素、ホスフィン、モノゲルマン、モノシランの移動には、数量の多少に関係なく必要である。

液化石油ガスに限定する講習では、質量3,000 kg以上の液化石油ガスを車両で運搬しようとする者。

### 講習科目
移動監視者（総合）講習
1. 高圧ガス保安法に係る法令（法令） - 3時間[4]
2. 高圧ガスの移動に必要な学識及び保安管理の技術（学識・保安管理技術） - 11時間[4]

移動監視者（液化石油ガス）講習
1. 高圧ガス保安法に係る法令（法令）- 3時間
2. 液化石油ガスの移動に必要な学識及び保安管理の技術（学識・保安管理技術） - 11時間

### 開講時期
- 毎年2月頃、4月頃、8月頃、11月頃の4回、約15都道府県において2日間の日程で開催。ただし開催地ごとには4回実施するところはなく、1回ないし3回の開講である。なお、2011年度はいずれも移動監視者（総合）講習となっている。

## 検定・資格者証
講習全日程の受講を終えた者に対しては後日、全国一斉に検定試験（20問/90分）が行われ、これに合格（合格基準は60%以上の正答）すると講習修了となり、高圧ガス保安協会より高圧ガス移動監視者講習修了証が付与される。